# اگولری
اگولری (به لاتین: Aguleri) یک منطقهٔ مسکونی در نیجریه است که در انامبرا استیت واقع شده‌است.